# Dave Evans
Dave Evans (Carmarthen, 20 de julho de 1953) é um cantor galês naturalizado australiano, mais conhecido como o vocalista original da banda AC/DC de 1973 a 1974.
Chegou a gravar um single – Can I Sit Next to You Girl/Rockin in the Parlour), mas os outros componentes em conjunto o expulsaram da banda, pois ele se recusou a subir no palco em uma apresentação sem nenhuma explicação lógica para isso. No seu lugar entrou Bon Scott.

## Origem
Nasceu em Carmarthen, em 20 de julho de 1953 e emigrou com sua família para a Austrália em 1956.